# Dutra DR–50
A Dutra DR–50 univerzális ömlesztettáru-szállító dömper, amelyet a kispesti Vörös Csillag Traktorgyár (VCST) gyártott az 1950–1960-as években. Egyes változatai önrakodó kivitelben készültek. Magyarországon kívül elterjedten használták más szocialista országokban is. Fő felhasználási területe az építőipar volt, de más gazdasági ágazatokban is sok jármű üzemelt.
1948-ban államosították a Hofherr-Schrantz-Clayton-Shuttleworth Gépgyári Művek Rt. kispesti gyárát, ahol a háborús károk felszámolása után 1950-ben indult újra a termelés. A Vörös Csillag Traktorgyár mint állami vállalat első modelljeinek egyike a DR–50 dömper lett, amelyet a Járműfejlesztési Intézetben (JÁFI) fejlesztettek ki az 1950-es évek elején. A cél egy könnyen, olcsón és tömegesen gyártható, egyszerű, igénytelen teherszállító jármű kialakítása volt, amely a világháború utáni újjáépítés igényeit ki tudta elégíteni. A gyár  1955-ben kezdte el a sorozatgyártást, amely 1966-ig folyt. A traktorokat külföldön a MOGÜRT külkereskedelmi vállalat forgalmazta.

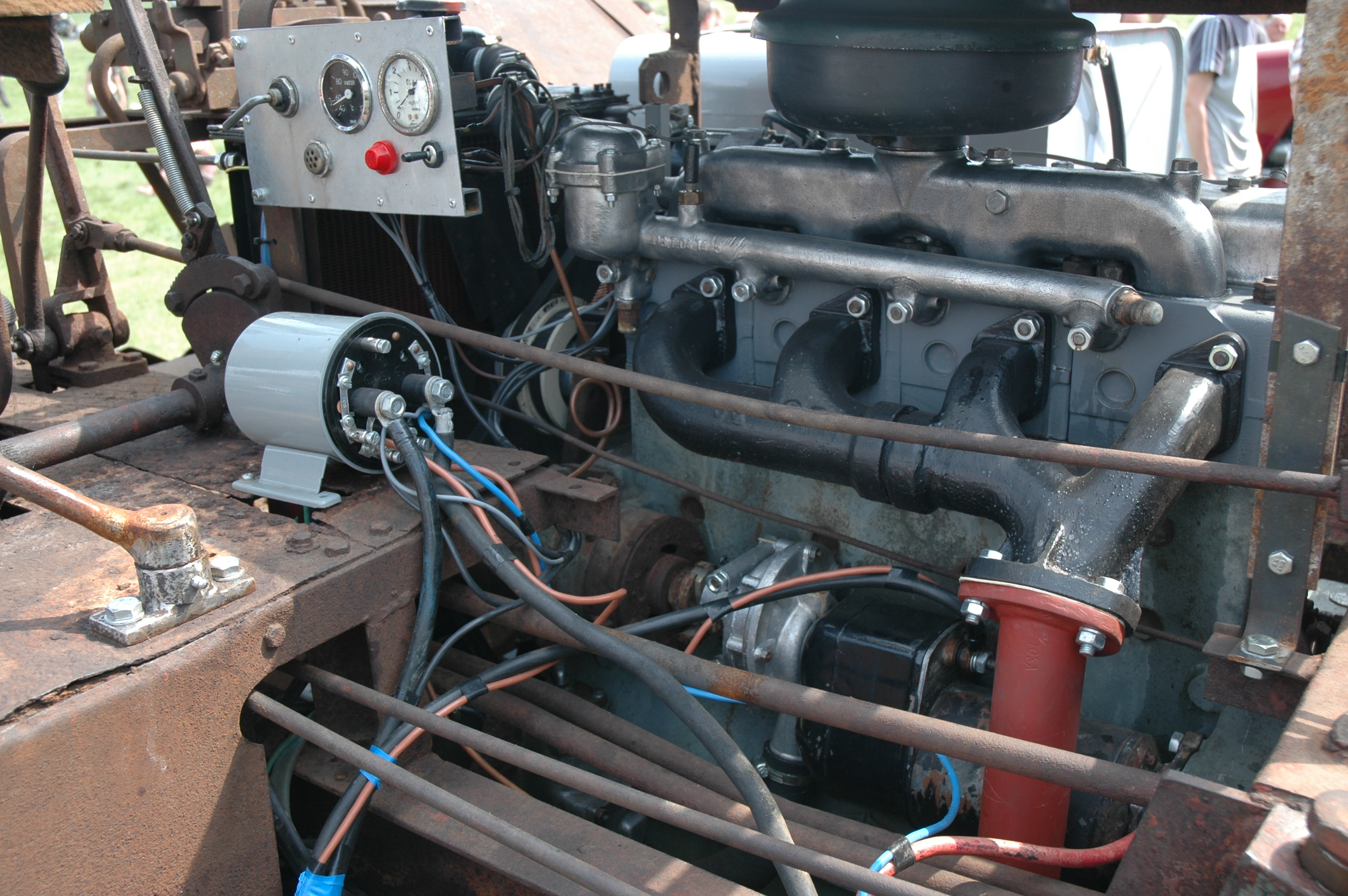
A DR–50-be épített Csepel D–413 dízelmotor

A 6 tonna teherbírású járműbe egy 60 LE-s Csepel D–413 dízelmotort építettek. A járműnél a merev hátsó híd, a hajtómű, a motor, valamint az ezekhez konzollal kapcsolódó mellső futómű egy egységet alkotva képezi az alvázat. A mellső futómű független kerékfelfüggesztésű. A kerekek lengőkarjai egy keresztben elhelyezett laprugón nyugszanak. Vezetőállásának érdekessége, hogy a kormányoszlopon két kormány található, valamint kettőzött kezelőszervekkel rendelkezik, a vezető ülése pedig átfordítható. Így a jármű mindkét irányba vezethető, ez megkönnyítette a rakodást. A 3,5 m³ térfogatú billenő plató úgy volt kialakítva, hogy a rögzítő zár feloldása után a teher súlyának hatására lebillent. A plató kiürítése után a járművel hátratolattak, majd egy erős fékezéssel a plató visszabillent szállítási helyzetbe, ahol a zár rögzítette.
Az alaptípust később továbbfejlesztették. Megjelent az önrakó berendezéssel ellátott változat. Majd az 1961-ben megjelent, 7 tonnára növelt teherbírású DR–50D már zárt vezetőfülkét kapott, igaz, ezzel le kellett mondani a második kormánykerékről.
A DR–50-en alapult a FRAK–B1 forgórakodó.
1969-ben továbbfejlesztett változata a 10 tonna teherbírású G–116, amelybe már hathengeres Csepel D–613 dízelmotort szereltek. Ezt a modellt a VCST gödöllői gyáregysége készítette. A DR–50 egyes elemeit felhasználták a VTCS későbbi traktorjainál.